# 新大村站
新大村站（日语：／ Shin-ōmura eki */?）是位於長崎縣大村市植松三丁目，屬於九州旅客鐵道（JR九州）西九州新幹線及大村線的車站。是觀光特急列車「雙星4047」下午大村灣班次的停車站。

## 概要
本站站位於國道444號與大村線路軌的交匯點附近，基於西九新幹線於本處設站，為着周邊地區轉乘上的方便，因此亦在此新設在來線的車站。不過，位置與大村市的代表站大村站有一定距離。本站與同期投入服務的大村車輛基地站皆為請願站。。
另外，本站～諫早一段為在來線／新幹線平行路段，但在營業距離計算上，西九州新幹線為12.5公里、大村線為13.9公里。如果只以路程來計算車費，使用西九州新幹線為280日圓，使用大村線則需要300日圓。不過由於新幹線亦需繳付特急費用，實際運作上，仍然是使用在來線較為便宜。

## 車站構造

### 西九州新幹線
新幹線車站爲高架站，設有東、西兩個出口，東口稱為「櫻口」，西口稱為「細波口」。兩個出口均設有站前廣場，東口的站前廣場較大，而且可以直接進入新幹線站房。出入口外放置了一座金屬製的圓環形裝飾雕塑；至於西口的站前廣場相對較小，且沒有路面入口直接進入站房。實際上的西口只能連接至大村線的月台，來往西口的站前廣場，需要利用連接東西站前廣場的行人隧道（暱稱為「大村未來通」（大村みらい通り））至東口，再由東口的路面入口進入站房。
站房樓高兩層，設計方面以“新的市鎮玄關口”爲設計概念，外牆由绿色透明玻璃和磨砂玻璃組成梯形玻璃幕牆向天空敞开。1層車站大堂墙壁以石墙和灰泥的顔色粉飾。剪票口正前方的墙壁上以當地的五色塀爲裝飾。检票口外設绿窗口、自動售票机、候车室及大村市觀光諮詢中心；检票口内則設有洗手间、自动扶梯和升降機。2樓為月台層，設有側式月台2個，不設通過線。站台設有月台閘門，并且以樱花和菖蒲爲主題色。各月台均設有候車室。

### 大村線

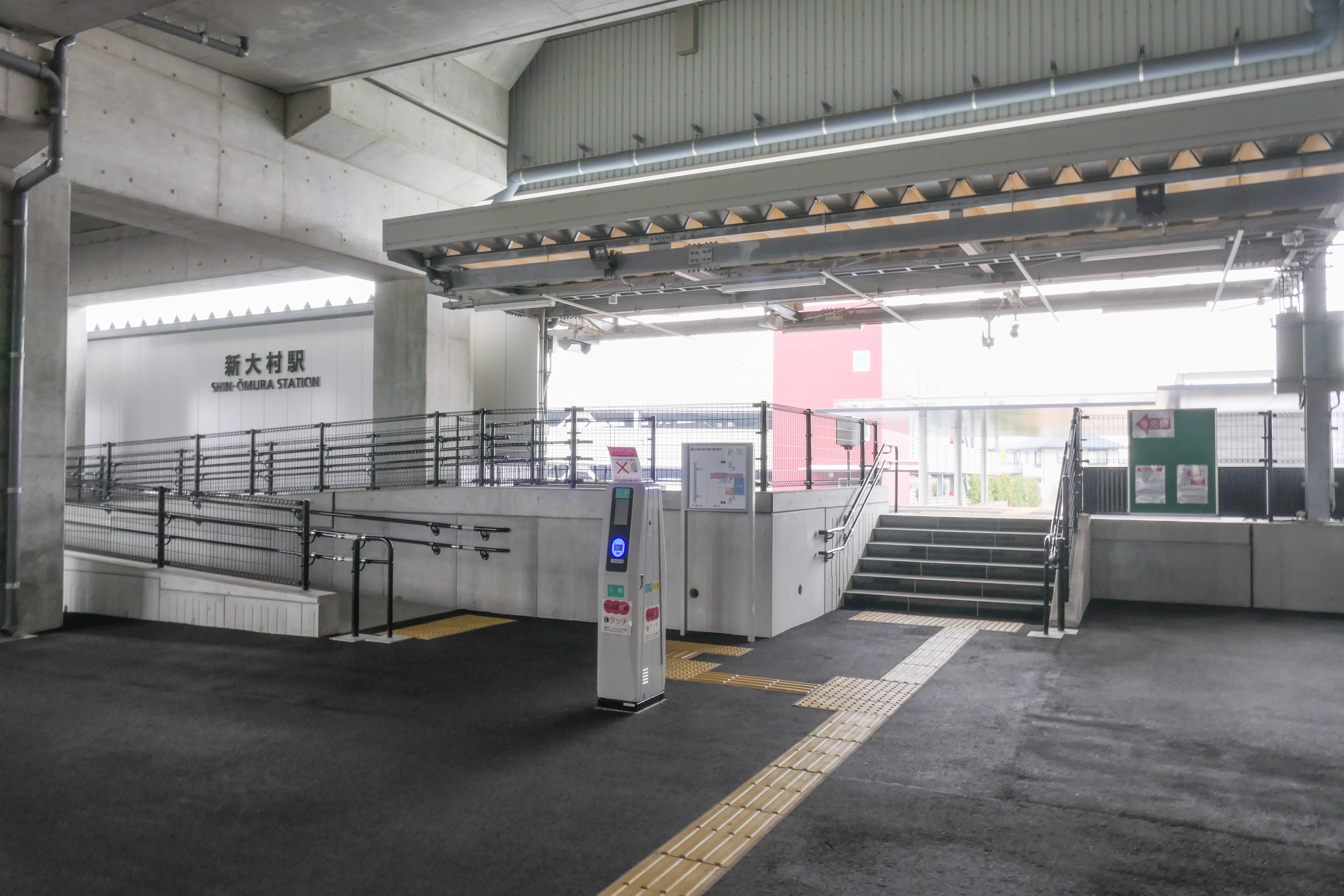
大村線月台入口（2023年1月）

至於在來線車站爲地面車站，設有側式月台1個。以簡易車站模式運作，月台入口設有梯級及無障礙斜道，並設有1對供IC卡的出、入閘感應器。靠近車站入口的月台設有上蓋及候車亭，而一座簡易式的售票機亦設在候車亭旁。整個月台的長度約為85米，有效長度為4輛。
列車靠站時，往佐世保方向為右側上落，往諫早方向為左側上落。

### 月台配置
| 月台 | 路線         | 方向 | 目的地                      |
| ---- | ------------ | ---- | --------------------------- |
| 1    | ■ 大村線     | 上行 | 竹松、早岐、佐世保方向      |
| 1    | ■ 大村線     | 下行 | 諫早、經■長崎本線往長崎方向 |
| 11   | 西九州新幹線 | 上行 | 武雄溫泉方向                |
| 12   | 西九州新幹線 | 下行 | 長崎方向                    |

## 車站歷史
- 2015年6月26日：車站高架橋土木工程開工。
- 2019年10月8日：車站大樓動工。
- 2020年11月26日：車站定名「新大村站」。
- 2022年9月23日：開業。

## 使用狀況
以下為每年度本站1日平均乘車人次。JR九州公佈西九州新幹線車站的使用人數時，是將新幹線及在來線使用人數合併計算。
| 乘車人次變化 | 乘車人次變化 |
| 年度         | 1日平均人次  |
| ------------ | ------------ |
| 2022         | 548          |
| 2023         | 723          |

## 相鄰車站
九州旅客鐵道（JR九州）
 西九州新幹線
嬉野温泉－新大村－諫早
■ 大村線
■觀光特急「雙星4047」（下午大村灣班次）
諫早→新大村→千綿
■快速「濱海快線」、■區間快速「濱海快線」
竹松－新大村－大村
■普通
竹松－新大村－諏訪

## 外部連結
- JR九州新大村站 （页面存档备份，存于）